# تپه شماره ۱ روستای ابراهیم‌آباد
تپه شماره ۱ روستای ابراهیم‌آباد مربوط به دوران‌های تاریخی پس از اسلام است و در شهرستان قزوین، بخش آبیک، روستای عبدل آباد واقع شده و این اثر در تاریخ ۱۹ اسفند ۱۳۸۰ با شمارهٔ ثبت ۴۹۶۳ به‌عنوان یکی از آثار ملی ایران به ثبت رسیده است.